# Dittelsheim-Heßloch
Dittelsheim-Heßloch är en kommun i Landkreis Alzey-Worms i förbundslandet Rheinland-Pfalz i Tyskland. Kommunen bildades 7 juni 1969 genome en sammanslagning av kommunerna Dittelsheim och Hessloch.
Kommunen ingår i kommunalförbundet Verbandsgemeinde Wonnegau tillsammans med ytterligare tio kommuner.